# Breakfast in America
Breakfast in America è il sesto album in studio del gruppo musicale britannico Supertramp, pubblicato il 29 marzo 1979 dalla A&M Records.
Con questo disco la band abbandona in parte il rock progressivo degli esordi (anche se non del tutto) e lo contamina con suoni pop rock, disco e rock and roll che rimandano allo stile dei Beatles, pur non rinunciando a certe raffinatezze strumentali. Il risultato è l'album di maggior successo nella carriera dei Supertramp, con oltre 4 milioni di copie vendute nei soli Stati Uniti d'America.
Il disco è stato accompagnato da quattro singoli di successo: The Logical Song, Goodbye Stranger, Take the Long Way Home e Breakfast in America.
Nel 2010 l'album è stato ristampato in edizione deluxe, con un disco bonus contenente varie tracce registrate dal vivo nel 1979.

## Composizione
Come per l'album precedente, Rick Davies e Roger Hodgson scrissero la maggior parte delle loro canzoni separatamente, ma decisero insieme il tema che avrebbe dovuto trattare l'album. Inizialmente l'album avrebbe dovuto trattare la relazione e i conflitti di ideali tra Davies e Hodgson, e si sarebbe dovuto chiamare Hello Stranger. Hodgson spiegò: «Ci rendemmo conto che alcune canzoni si prestavano veramente ad essere interpretate come due persone che parlano l'un l'altro. Io avrei potuto screditare il suo modo di pensare e lui avrebbe potuto mettere in dubbio il mio modo di vedere la vita [...] I nostri stili di vita sono così diversi, però gli voglio bene. È quel contrasto che fa girare il mondo e che fa girare i Supertramp. Le sue convinzioni sono una sfida per le mie e le mie convinzioni sono una sfida per le sue.»
L'idea per questo album fu successivamente scartata a favore di un album di canzoni "divertenti", e nonostante Davies inizialmente volesse mantenere il titolo Hello Stranger, fu convinto da Hodgson a cambiarlo in Breakfast in America. Hodgson commentò successivamente: «Scegliemmo quel titolo perché era divertente. Era appropriato all'animo divertente dell'album.» A causa di questo titolo e della satira esplicita della cultura americana in copertina e in tre brani (Gone Hollywood, Breakfast in America e Child of Vision), molti ascoltatori interpretarono l'album come una satira nei confronti degli Stati Uniti d'America. Tutti i membri dei Supertramp insistettero che i ripetuti riferimenti alla cultura statunitense fossero puramente casuali e che nessuna satira era voluta. Hodgson ha descritto il luogo comune paragonandolo a come Crime of the Century sia spesso erroneamente interpretato come un concept album.
La traccia d'apertura del disco è Gone Hollywood. Scritta da Rick Davies, la canzone racconta di una persona che si trasferisce a Los Angeles con la speranza di diventare una stella del cinema, ma scopre che questo è molto più complicato di quanto immaginato, fino a quando riesce a sfondare e diviene l'oggetto delle conversazioni della Boulevard. Il testo originariamente era più cupo, ma sotto le pressioni degli altri membri, Davies lo riscrisse rendendolo più ottimistico e commerciale.
La traccia di chiusura è invece Child of Vision. Scritta da Hodgson, come in The Logical Song viene utilizzato come strumento principale il pianoforte elettrico Wurlitzer. Dopo la parte cantata, la canzone prosegue in un lungo assolo di pianoforte acustico, suonato da Davies, affiancandosi alla iniziale linea di piano elettrico. La traccia sfuma in un breve assolo di sassofono di John Helliwell. Roger Hodgson dichiarò che il brano fu scritto per essere un equivalente di Gone Hollywood, osservando il modo in cui gli americani vivono, nonostante confessò che aveva ancora poca familiarità con la cultura americana quando scrisse la canzone. Ha inoltre dichiarato che è possibile che pensasse inconsciamente a Rick Davies, mentre scriveva il testo.
Poiché tutte le canzoni dei Supertramp sono per contratto accreditate sia a Davies che ad Hodgson, è difficile determinare chi effettivamente scrisse ogni canzone. Il management di Roger Hodgson ha descritto come composte da Hodgson The Logical Song, Breakfast in America, Take the Long Way Home, Lord Is It Mine e Child of Vision; tuttavia lo stesso Hodgson ha descritto Davies come il compositore delle armonie vocali in The Logical Song. Davies ha affermato di aver composto cinque canzoni per l'album, senza però specificare quali.

## Registrazione
L'album attraversò due fasi di demo. La prima fase consistette in demo casalinghi, ognuno dei quali vedeva uno dei cantautori (Rick Davies o Roger Hodgson) suonare il piano acustico o il piano Wurlitzer e cantare. La seconda fase era costituita da demo registrati su otto tracce ai Southcombe Studios in California, verso la fine di aprile e l'inizio di maggio 1978. Durante la registrazione di questi demo la band lavorò sugli arrangiamenti strumentali per tutte le canzoni (fatta eccezione per Take the Long Way Home) e determinò l'ordine in cui sarebbero dovute apparire sull'album.
Per evitare di passare molto tempo nella fase di missaggio, il gruppo e il produttore dedicarono una settimana alla sperimentazione sonora con diverse posizioni e strumentazioni, finché non trovarono la disposizione perfetta. Lo sforzo si rivelò però vano, perché si finì per passare più di due mesi estremamente stressanti alla ricerca del missaggio perfetto, e terminarono non perché soddisfatti del risultato ma perché arrivò la scadenza per l'uscita dell'album.
A differenza dell'album precedente, dove è del tutto assente, Breakfast in America presenta un pesante utilizzo del piano elettrico Wurlitzer. Lo strumento è presente in sei tracce sulle dieci totali dell'album.

## Copertina
La copertina dell'album presenta un panorama di New York attraverso il finestrino di un aereo. L'immagine è stata ideata da Mike Doud e mostra l'attrice Kate Murtagh, nei panni di una cameriera chiamata "Libby", nella caratteristica posa della Statua della Libertà che regge con una mano un piattino con un bicchiere di succo d'arancia (al posto della torcia della statua), e con l'altra mano un menù pieghevole del ristorante su cui è scritto Breakfast in America ("Colazione in America"). Sullo sfondo si vede una città composta da una scatola di cornflake, posacenere, posate (per i pontili), cassette per le uova, aceto, ketchup e bottiglie di senape, tutte con vernice bianca.  Le torri gemelle del World Trade Center appaiono come due pile di scatole e il piatto della colazione rappresenta Battery Park, il punto di partenza per lo Staten Island Ferry. La foto di copertina posteriore, raffigurante i membri della band mentre fanno colazione e leggono i rispettivi giornali della propria città, è stata scattata in un ristorante chiamato Bert's Mad House.

### 11 settembre 2001
La copertina dell'album, secondo alcuni, sembra profetizzare gli attentati dell’11 settembre 2001 per via del carattere "UP" di "SUPERTRAMP" posto dietro le torri gemelle che risulta "9 11" se l'immagine viene vista da uno specchio. Le stesse due torri sono coperte nella parte inferiore dal bicchiere di succo d'arancia retto dalla cameriera che ricorda una palla di fuoco. Altri dettagli provengono dal fatto che l'immagine è osservata dal finestrino di un aereo e che l'attacco terroristico ebbe luogo alle 9 del mattino, ora locale, quindi l'ora di colazione in America che dà il titolo all'album. Tutto ciò è comunque assorbito ed è andato a condire le teorie del complotto sull'attentato al World Trade Center dell'11 settembre 2001.

## Accoglienza
| Recensione                    | Giudizio       |
| ----------------------------- | -------------- |
| AllMusic                      |                |
| Encyclopedia of Popular Music |                |
| Mojo                          |                |
| Ondarock                      | Pietra miliare |
| Record Collector              |                |
| The Rolling Stone Album Guide |                |
| The Village Voice             | C+             |
| Piero Scaruffi                |                |

In una recensione dell'epoca per la rivista Rolling Stone, il critico Stephen Holden considerò Breakfast in America un netto miglioramento rispetto alle precedenti prove dei Supertramp e lo definì: «un album perfetto album di art rock post-Beatles inglese incentrato sulla tastiera che centra il più intelligente equilibrio possibile tra classicismo quasi sinfonico e rock & roll... le canzoni qui sono straordinariamente melodiche e concisamente strutturate, riflettendo la saturazione di questi musicisti nel pop americano sin dal loro trasferimento a Los Angeles nel 1977.» Robert Christgau del The Village Voice diede invece un giudizio più misto, definendolo un "album di mestiere" che evoca "grugniti occasionali di piacere", ma che manca di sostanza emotiva a causa dei testi "superficiali" e l'assenza di personalità vocale e spinta ritmica.
Breakfast in America si posizionò al primo posto della classifica statunitense Billboard 200 per sei settimane e divenne l'album di maggior successo commerciale dei Supertramp. Nel 2006 Colin Larkin ha scritto nella Encyclopedia of Popular Music che l'album ha elevato i Supertramp alla "prima divisione del rock". Il disco ottenne la vetta delle classifiche praticamente in tutto il mondo. Al momento risulta al terzo posto tra gli album più venduti in Francia con 3 072 100 copie acquistate, è inoltre il disco non di lingua francese più venduto di sempre nel territorio locale. In Italia l'album si fermò in terza posizione, ma stabilì il record di LP con maggior permanenza in Hit Parade con 76 settimane passate in classifica. In totale l'album ha venduto più di 18 milioni di copie nel mondo.
Nella sua recensione retrospettiva per AllMusic, Stephen Thomas Erlewine ha elogiato le "canzoni pop orecchiabili e ben costruite" dell'album e l'ha definito il "punto massimo" della band. John Doran di BBC Music ha dichiarato che il songwriting possiede una "qualità imbattibile" e ha aggiunto che "qualsiasi delle dieci tracce avrebbe potuto essere un singolo di successo". Tyler Fisher di Sputnikmusic ha affermato che i punti salienti del disco sono principalmente i suoi singoli per via dei loro "motivetti orecchiabili". Nella The Rolling Stone Album Guide il critico Rob Sheffield segnala tra i momenti migliori dell'album i singoli Take the Long Way Home, The Logical Song e Goodbye Stranger. William Pinfold di Record Collector l'ha definito "un classico esempio di soft rock transatlantico prodotto a fine anni '70 e suonato in maniera impeccabile".

## Tracce
Tutti i brani sono accreditati a Roger Hodgson e Rick Davies.
1. Gone Hollywood – 5:19 – Voce: Davies, Hodgson
2. The Logical Song – 4:10 – Voce: Hodgson
3. Goodbye Stranger – 5:50 – Voce: Davies, Hodgson
4. Breakfast in America – 2:39 – Voce: Hodgson
5. Oh Darling – 4:02 – Voce: Davies
6. Take the Long Way Home – 5:08 – Voce: Hodgson
7. Lord Is It Mine – 4:09 – Voce: Hodgson
8. Just Another Nervous Wreck – 4:25 – Voce: Davies
9. Casual Conversation – 2:58 – Voce: Davies
10. Child of Vision – 7:28 – Voce: Hodgson, Davies, John Helliwell

### Edizionedeluxe- Disco bonus
1. The Logical Song (Live at Pavillon de Paris) – 4:06
2. Goodbye Stranger (Live at Pavillon de Paris) – 6:11
3. Breakfast in America (Live at Wembley) – 3:05
4. Oh Darling (Live in Miami) – 4:21
5. Take the Long Way Home (Live at Wembley) – 4:48
6. Another Man's Woman (Live at Pavillon de Paris) – 7:32
7. Even in the Quietest Moments (Live at Pavillon de Paris) – 5:36
8. Rudy (Live at Wembley) – 7:29
9. Downstream (Live at Pavillon de Paris) – 3:28
10. Give a Little Bit (Live at Pavillon de Paris) – 4:03
11. From Now On (Live at Wembley) – 6:53
12. Child of Vision (Live at Pavillon de Paris) – 7:32

## Formazione
Gruppo
- Rick Davies – voce, tastiere, sintetizzatori, organo Hammond, armonica a bocca, clavicembalo, cori
- Roger Hodgson – voce, piano elettrico (2,10), piano (4,6,7), harmonium (4,7), chitarra elettrica ed acustica, cori
- John Helliwell – sassofono, clarinetto, flauto a coulisse, cori
- Dougie Thomson – basso
- Bob Siebenberg – batteria, percussioni, timbales, castagnette, campanaccio

Musicisti aggiuntivi
- Dick "Slyde" Hyde – tuba, trombone

Produzione
- Supertramp – produzione
- Peter Henderson – produzione, ingegneria del suono
- Lenise Bent, Jeff Harris – ingegneria del suono (assistenti)
- Gary Mielke – programmazione sintetizzatori Oberheim
- Mike Doud – direzione artistica, concezione della copertina, libretto
- Mick Haggerty – direzione artistica, design della copertina
- Mark Hanauer – fotografia
- Aaron Rapoport – fotografia di copertina

## Classifiche

### Classifiche settimanali
| Classifica (1979) | Posizione massima |
| ----------------- | ----------------- |
| Australia         | 1                 |
| Austria           | 1                 |
| Canada            | 1                 |
| Francia           | 1                 |
| Germania          | 1                 |
| Giappone          | 2                 |
| Italia            | 3                 |
| Norvegia          | 1                 |
| Nuova Zelanda     | 1                 |
| Paesi Bassi       | 1                 |
| Regno Unito       | 3                 |
| Spagna            | 1                 |
| Stati Uniti       | 1                 |
| Svezia            | 2                 |
| Svizzera          | 1                 |

### Classifiche di fine anno
| Classifica (1979) | Posizione |
| ----------------- | --------- |
| Australia         | 1         |
| Austria           | 2         |
| Canada            | 1         |
| Francia           | 2         |
| Germania          | 4         |
| Italia            | 6         |
| Nuova Zelanda     | 1         |
| Paesi Bassi       | 3         |
| Regno Unito       | 4         |
| Spagna            | 1         |
| Stati Uniti       | 5         |
| Classifica (1980) | Posizione |
| Stati Uniti       | 21        |